# غوستاف فرانكلين سويفت
غوستاف فرانكلين سويفت (بالإنجليزية: Gustavus Franklin Swift)‏ هو رائد أعمال أمريكي، ولد في 24 يونيو 1839 في Sagamore, Massachusetts ‏ في الولايات المتحدة، وتوفي في 29 مارس 1903 في ليك فورست في الولايات المتحدة.

## وصلات خارجية
- غوستاف فرانكلين سويفت على موقع الموسوعة البريطانية (الإنجليزية)